# The End (musikgrupp)
The End var ett svenskt punkband från Mora.

## Historik
The End bildades 1978 av trummisen Patrik Gustavsson och gitarristen Ingemar Sollgard. Bandets första sångare var Mikael Eriksson, som senare var inblandad i ett kidnappnings- och skottdrama med raggare. Den första spelningen genomfördes 1978i en skola och därefter lämnade Eriksson bandet och nya medlemmar blev sångaren Håkan "Eken" Ek och basisten Bengt Agefjord. 
The End gjorde en del lokala spelningar i Dalarna, samt på Musikverket i Stockholm i oktober 1979 (tillsammans med bland annat Urrk och Mögel). De gav ut en egenproducerad singel hösten 1979 med a-sidan Snutdjävlar och b-sidan Krossa. Krossa har betecknats som en av de första punklåtarna i hardcorestil (tvåtaktspunk) i Sverige. Singeln är numera ett samlarobjekt som har värderats till över 1 000 kronor. Innan singeln spelades in hade "Eken" lämnat bandet och basisten Bengt Agerfjord sjöng på skivan efter att ha "dragit sticka och förlorat". https://www.youtube.com/watch?v=g2o5uS_phaQ  Efter inspelningen återvände sångaren Eken till bandet.  
The End bytte senare namn till "Beyaz" och genomförde sin sista spelning 1983. Ingemar Sollgard fortsatte att spela i diverse bandkonstellationer, till en början med Patrik Gustavsson på trummor och Lars Lustig på sång/bas. Patrik Gustavsson blev brutalt yxmördad 1991. Ingemar Sollgad spelade in några låtar under namnet Antibodies 1999, han blev senare medlem i bandet "In the Colonnades". Spelar sedan 2010 med "Craterface", som spelat in tre album; "Craterface" 2010 och "Hawaiian Hocus Pocus" 2017.  samt "Freudian Mess" 2020.

## Singelinspelning
Den egenproducerade singeln spelades in av Per-Olof Berglund i källaren under S:t Mikaelsskolans aula. Källarlokalerna hade naturlig "betongakustik". Vid inspelningen användes två mikrofoner samt två stycken 2-kanaliga rullbandspelare, varav den ena gick aningen långsammare än den andra. Vid inspelningen lades först grunden med trummor, bas och gitarr till den första (långsamma) rullbandspelaren, vilken hade mikrofoningångar. Då sången skulle dubbas på (Sound-on-Sound) flyttades bandet med grunderna över till den andra rullbandspelaren för att spelas upp och direktmixas med de två mikrofonerna vid inspelning på den första rullbandspelaren. På grund av hastighetsskillnaden mellan rullbandspelarna höjdes tonhöjden och tempot ökade ytterligare hos låtarna vid pådubbningen. I slutet på Krossa hörs någon knacka på dörren in till "studion" efter avslutad tagning. Fasförskjutning har gjort att knackningen upplevs komma bakifrån vid lyssning i hörlurar.

## Medlemmar
- Håkan "Eken" Ek - sång
- Ingemar Sollgard - gitarr
- Bengt Agefjord - bas
- Patrik Gustavsson - trummor

### Tidigare medlemmar
- Mikael Eriksson - sång
- Lars Lustig - sång senare bas
- "Boa" - bas